# Turun Suunnistajat
Turun Suunnistajat är en orienteringsklubb från Åbo i Finland som bildades 1954.
Damerna vann Tiomilas damklass 2003 och deras ungdomar vann ungdomsklassen i Tiomila år 2008. Klubben har även vunnit Jukolakavlen 1994 1996, och 2001. samt Venlakaveln 2002.
Kända löpare är Petri Forsman, Janne Salmi, Troy de Haas(en), Jørgen Rostrup, Vroni König-Salmi, Terhi Holster och Simone Niggli-Luder. 
Klubben arrangerade Jukola 2015 tillsammans med Paimion Rasti(en).